# Arbegona
Arbegona (aussi Arbe Gona ou Arbe Gonna) est un woreda de la région Sidama, en Éthiopie. Il compte 135 862 habitants en 2007 et fait partie de la région des nations, nationalités et peuples du Sud jusqu'à la régionalisation de la zone Sidama en 2020.

## Situation
Yaya, seule agglomération urbaine du woreda, figure sur les cartes sous le nom d'Arbegona ou Arbe Gona.
Elle se trouve à près de 2 600 m d'altitude, une soixantaine de kilomètres au sud-est de la capitale régionale Hawassa.
| Gorche |            | Kokosa (Oromia) |
| Wensho | Arbegona   |                 |
| Bursa  | Bona Zuria | Bensa           |

## Population
Le woreda a 135 862 habitants au recensement de 2007, dont 5 % de population urbaine correspondant aux 6 745 habitants de Yaya.
Environ 89 % des habitants du woreda sont protestants, 7 % sont de religions traditionnelles africaines, 6 % sont musulmans, 6 % sont catholiques et moins de 1 % sont orthodoxes.
En 2022, sa population est estimée à 186 021 personnes avec une densité de population de 546 personnes par km2 et 341 km2 de superficie,.